# Tuberomastax siebersi
Tuberomastax siebersi is een rechtvleugelig insect uit de familie Chorotypidae. De wetenschappelijke naam van deze soort is voor het eerst geldig gepubliceerd in 1944 door Bolívar.